# Michael Frenzel (Manager)

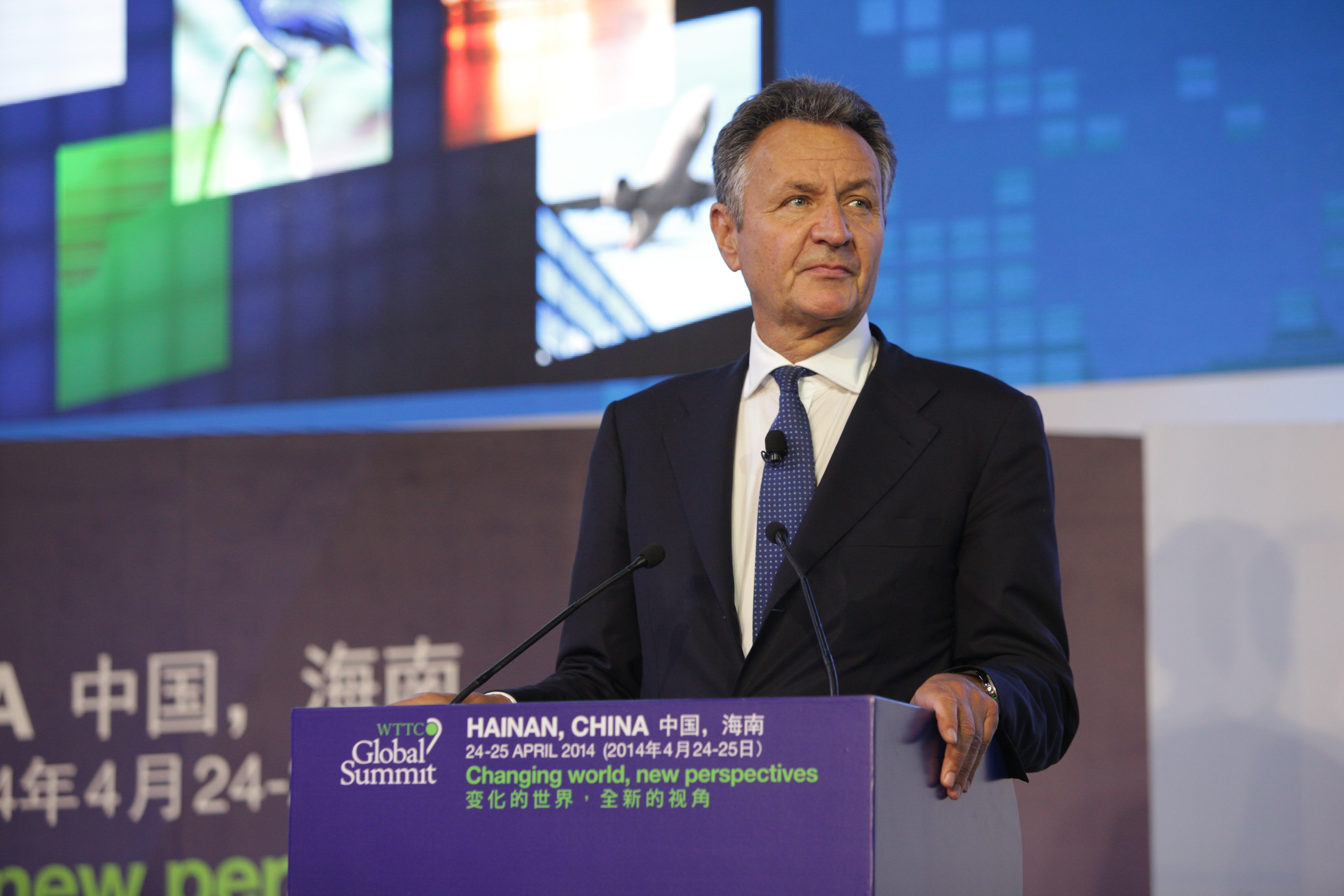
Michael Frenzel (2014)

Michael Frenzel (* 2. März 1947 in Leipzig) ist ein deutscher Manager und ehemaliger Kommunalpolitiker (SPD). Von 1994 bis Februar 2013 war er Vorstandsvorsitzender der Preussag AG bzw. TUI AG. Im November 2000 wurde er vom Manager Magazin zum Manager des Jahres 2000 in Deutschland gewählt. Von 2015 bis 2021 war Frenzel Gründungspräsident des Wirtschaftsforums der SPD.

## Leben

### Ausbildung
Michael Frenzel wurde 1947 in Leipzig als Sohn eines Schuhmachermeisters geboren. Sein Vater besaß dort eine kleine Schuhfabrik. Aufgrund der Materialknappheit in der DDR siedelte seine Familie 1955 in den Westen über, wo sie nach einem Jahr in verschiedenen Städten schließlich in Duisburg bei Verwandten unterkam. Frenzel besuchte dort zunächst die Volksschule, wechselte aber nach der achten Klasse auf das Aufbaugymnasium, das er 1966 mit dem Abitur abschloss.
1967 verpflichtete sich Frenzel für zwei Jahre als Soldat auf Zeit und Reserveoffizieranwärter bei der Bundeswehr (letzter Dienstgrad: Oberleutnant der Reserve). Anschließend studierte er Rechtswissenschaften an der Ruhr-Universität in Bochum. Gleichzeitig engagierte er sich in der Duisburger Kommunalpolitik. Er wurde Vorsitzender des Planungsausschusses und später stellvertretender Fraktionschef der Duisburger SPD.
Sein Studium beendete Frenzel 1974 mit dem ersten Staatsexamen. Bis 1977 war er als wissenschaftlicher Assistent tätig, bevor er 1978 „summa cum laude“ promovierte. 1980 folgte das zweite juristische Staatsexamen.
Anschließend absolvierte er von 1980 bis 1981 eine Trainee-Ausbildung bei der Sparkassenorganisation. Dort fiel er dem Chef der Westdeutschen Landesbank (WestLB), Friedel Neuber auf, der ihn zu seinem Büroleiter machte. 1985 übernahm Frenzel die Leitung des Beteiligungsbereichs der WestLB.

### Preussag/TUI
1988 wurde Frenzel in den Vorstand der „Preußischen Bergwerks- und Hütten-AG“ (Preussag AG) in Hannover, an der die WestLB damals mit 34 % beteiligt war, berufen. Dort leitete er das Ressort Handel, Logistik und Verkehr, dann auch Schifffahrt. Ab 1994 war er Vorstandsvorsitzender.
Mit dem Verkauf der Salzgitter AG und der Übernahme des Schifffahrt- und Logistikkonzerns Hapag-Lloyd leitete Frenzel 1997 den Umbau der Preussag AG von einem Mischkonzern zu einem Dienstleistungsunternehmen der Freizeitindustrie ein. Mit dem Kauf der britischen Thomson Travel Group 2000 wurde die Preussag AG zum weltweit größten Touristikkonzern. Im gleichen Jahr wurde Frenzel vom Manager-Magazin zum Manager des Jahres gewählt. 2005 wurde die kanadische Reederei CP Ships übernommen.
2002 wurde der Konzern von Preussag AG in TUI AG umbenannt. Der Konzernumbau der ehemaligen Preussag AG zur TUI AG durch Frenzel wurde nicht nur positiv aufgenommen. Die Schutzgemeinschaft der Kapitalanleger bezeichnete in ihrem Schwarzbuch Börse 2006 den Umbau als „eine der größten Wertvernichtungsaktionen der deutschen Unternehmensgeschichte“. Die Übernahme von CP Ships sei „völlig überteuert“ gewesen und die Profitabilität des Gesamtkonzerns immer schlechter geworden. Die Schulden seien „ins Unermessliche“ gestiegen.
Der Konzern erreichte selten seine Gewinnziele und verfehlte unter Frenzel immer wieder die Erwartungen der Investoren. Die Marktkapitalisierung der von Frenzel ausgegliederten Tochter Salzgitter AG hat die von TUI deutlich hinter sich gelassen.

## Aufsichtsratsmandate
Bis zum 11. Dezember 2009 war Frenzel Mitglied im Aufsichtsrat der Nord/LB und von Juni 2001 bis April 2012 war er Mitglied im Aufsichtsrat der Volkswagen AG.
Im Juli 2018 trat er aus dem Aufsichtsrat der Deutsche Bahn AG zurück. Als Grund für seinen Rücktritt gab er an, dass das Unternehmen zunehmend von der Politik vereinnahmt werde. Unternehmensvertreter im Aufsichtsrat würden bedrängt, ihren Platz für weitere Regierungsvertreter frei zu machen. Der Bund habe als Eigentümer zwar das Recht, über die Zusammensetzung des Gremiums zu bestimmen, jedoch dürfe der Bund das Unternehmen nicht in Form einer Aktiengesellschaft führen, wo die unternehmerische Verantwortung allein bei Vorstand und Aufsichtsrat liege. Im Koalitionsvertrag von CDU, CSU und SPD sei der Anspruch, die DB allein nach unternehmerischen Grundsätzen zu führen, nicht mehr formuliert. Es bestünde die Gefahr, dass das Unternehmen in Richtung alter Staatsbahn unterwegs sei. Eine langfristige unternehmerische Perspektive, jenseits der Politik, sei erforderlich.

## Politische Positionen
Frenzel plädiert dafür, Soziale Gerechtigkeit "vor allem als Leistungsgerechtigkeit […] und nicht als Umverteilungspolitik" zu buchstabieren.
Im Februar 2015 gründete Frenzel mit einigen Mitstreitern das Wirtschaftsforum der SPD. Von 2015 bis 2021 war er dessen Präsident. Anschließend wurde er zum Ehrenpräsident ernannt.

## Privates
Frenzel wohnt im Burgdorfer Stadtteil Ehlershausen, ist verheiratet und hat drei Kinder. Er ist ehrenamtliches Kuratoriumsmitglied der gemeinnützigen Stiftung FLY & HELP